# 洞窟潜水
洞窟潜水（どうくつせんすい、Cave Diving）は、専門的な潜水装備により洞窟（鍾乳洞や溶岩洞窟など）、泉（セノーテや地下水脈など）、地底湖で潜水することである。ケイビングやテクニカルダイビング（スクーバダイビング）の一種である。

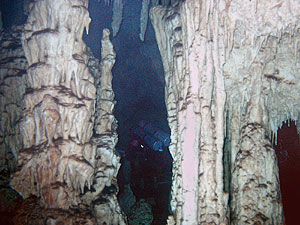
セノーテの地下水脈内

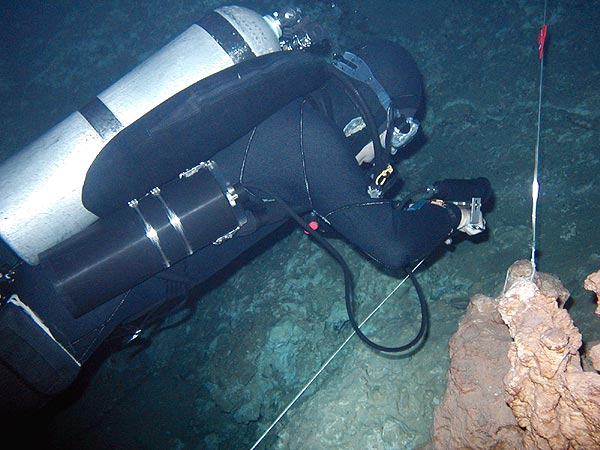
支洞に移動する作業中

## 魅力
水中洞窟は、様々な理由によりダイバーをはじめ、生物学者、古生物学者、洞窟学者を魅了する。
- 洞窟の水没部突破。
- 洞窟の観察、浮遊感。
- 洞窟性植物、洞窟性生物の探索、観察。
- テクニカルダイビングの一環として。

## 危険性
洞窟潜水は、最も危険なダイビングであるとされる。
オーバーヘッド環境の潜水
ダイバーは緊急時に緊急浮上が出来ず、出口まで泳がないと浮上出来ない。
出口ルート
出口までのルートは、充分な残圧量を必要とする。
出口までのルートは、ディープダイビングの危険性と問題を抱える場合がある。
拘束
狭洞部分があるかもしれない。
視界不良
常に光は届かない暗闇。極度な透明度低下を招くかもしれない。
方向感覚の困惑
迷路状の洞窟は迷いやすい。
洞窟潜水は、もっとも危険なスポーツの1つとして認められる。命を失ったダイバーの大多数は、専門トレーニングを受けておらず、不十分な器材を使用している。多くのケイブダイバーは、「洞窟潜水は多くの経験とトレーニングと多額な器材費により安全潜水を得られる」としている。また、洞窟の崩落事故は非常に希なケースである。
予測できない水流
天候によって水の流れや水面が変化する可能性がある。
有毒ガス
洞窟内に空気溜まりを形成している場合があるが火山ガスの危険性がある。

## 安全対策
多くのケイブダイバーは、安全な洞窟潜水をする為に6つの原則を認識している。
訓練
トレーニング範囲内でのダイビングは、安全な洞窟潜水に不可欠である。トレーニングは、洞窟潜水に必要な技術を細分化して行われる。部分ごとのトレーニングは開放環境（海や湖など）で行われた後、暗所、洞窟と徐々に難易度の高い環境で行われる。各トレーニングを身につけた後に、複合したトレーニングに移っていく。近年の洞窟潜水の事故分析は、十分な開放環境下でのトレーニングをなされていない場合に起こると証明されたが、洞窟環境下においてもトラブル対処の経験を必要とされる。長年の洞窟潜水で様々な小さいトラブル対処を行うことは、より安全な洞窟潜水には必要とされる。
ガイドライン
洞口よりチームのリーダーはガイドラインを持って潜る。
水深管理
ケイブダイバーは、適切な水深管理をする必要がある。
呼吸ガス管理
空気消費や減圧の管理をする。
光源管理
全てのケイブダイバーは、3つのライトを装備している。1つは主立ったライトで、他2つは予備ライト。
バディシステム
二人一組でお互いの安全を確認することで多くのメリットがある。互いの安全確認を行うパートナーをバディと呼ぶ。

## 国際的な違い

### 日本の洞窟潜水事情
日本では古くから洞窟信仰があり、主立った洞窟には神社が併設しており御神体として崇められている。洞窟に入るには、神主、所有者、管理企業、自治体、所轄官庁など多くの関係団体に許可を取る必要がある。一般のケイブダイバーが潜水可能なのは海中鍾乳洞のみになり、その中でも一部の海中鍾乳洞では自治体の管理の下でしか潜水できない。

## 特殊器材

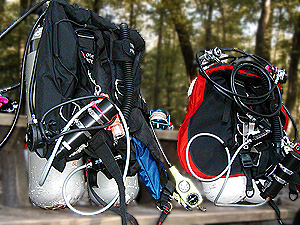
ケイブ用バックマウント

テクニカルダイビングにおいて、装備する器材はトラブル時の置き換えや堅牢さなどの安全性とともに効率性が考慮される。
- マニフォルド・ダブルタンクやサイドマウントなど二系統の呼吸源
- バックプレート、ハーネスとブラダによる浮力調整装置
- キャニスタライトを用いた長時間照明器具、および非常時のバックアップ照明
- リール、スプール、ラインアロー、クッキー
- 幅が広く短いフィン（スクーバプロジェットフィンなど）

これらの器材に、環境や目的に合わせて器材コンフィギュレーションを変更して使用する。

## 歴史
- 1946年 - CDG設立
- 1950年代 - 洞窟探検家やトレジャーハンターによる潜水
- 1960年代 - レクリェーショナル団体創立ラッシュ
  - 1968年 - NACD設立
- 1970年代 - ケイブダイビング団体創立ラッシュ
  - 1972年 - CDAA設立。NSSの洞窟潜水部門NSS-CDS新設。NAUIのTec部門新設
- 1980年代 - 混合ガス潜水の技術がレジャーに進出。ケイブダイバーによりレジャー向けの混合ガス潜水確立。
  - 1985年 - IAND（現IANTD）設立
  - 1987年 - PSA設立
- 1990年代 - テクニカルダイビング団体の設立ラッシュ
  - 1991年 - ANDI設立
  - 1993年 - 雑誌でケイブなどに混合ガス潜水を導入した分野をテクニカルダイビングとして紹介される。
  - 1994年 - TDI設立
  - 1996年 - DiveRite-Japan設立
  - 1997年 - TDI、IANTD、ANDIの各日本支部設立
  - 1998年 - GUE設立
- 2000年以降
  - 2004年 - Halcyon-Japan設立

## 有名な洞窟潜水探検家
シェック・エクスレー（Sheck Exley)
フロリダを中心に各国の洞窟潜水調査を行い、洞窟潜水の基本概念を確立させた一人。1994年4月6日、メキシコ・タマウリパス州のセノーテで潜水事故に遭い死亡。
マーティン・ファー（Martyn Farr)
イギリスの洞窟潜水探検家。
ヌノ・ゴメス（Nuno Gomes)
南アフリカの洞窟潜水探検家。大深度洞窟潜水記録保持者。

### 日本人探検家
神保幹夫
JCC3会員。NSS-CDS洞窟潜水士。
安家洞、氷渡探検洞
櫻井進嗣
西日本洞窟潜水研究会主催。英国出版物を読み、独自の潜水技術による冒険家。
秋芳洞